# Paraty em Foco
Paraty em Foco é um festival internacional de fotografia realizado anualmente na cidade brasileira de Paraty, desde 2005. Trata-se do mais antigo festival de fotografia em atividade ininterrupta do Brasil. O evento foi idealizado pelo ítalo-brasileiro Giancarlo Mecarelli, que se mudou para Paraty em 2004, fundando a Galeria Zoom de Fotografia. O Paraty em Foco se caracteriza pelas apresentações realizadas na série de Encontros e Entrevistas, que já reuniu grandes nomes da fotografia brasileira e internacional. Outras atividades de destaque são as exposições, com diversas mostras externas de grandes dimensões, a Convocatória Portfólio em Foco, uma das principais premiações brasileiras, Workshops e Tenda de Projeções. O Paraty em Foco é uma das principais atividades do calendário cultural de Paraty, ao lado da Festa Literária Internacional de Paraty - FLIP, do Bourbon Festival, do Festival da Cachaça, Cultura e Sabores e do Mimo.